# 纳格里
纳格里（Nagri），是印度中央邦Mandsaur县的一个城镇。总人口6565（2001年）。

## 人口
该地2001年总人口6565人，其中男性3281人，女性3284人；0—6岁人口956人，其中男460人，女496人；识字率67.37%，其中男性为79.21%，女性为55.54%。